# HAT-P-5b
HAT-P-5b es un planeta extrasolar que orbita la estrella HAT-P-5, a más de 1.100 años luz de distancia, en la constelación de Lyra. Fue descubierto por medio de un tránsito astronómico en 2007. Es el quinto planeta detectado por el Proyecto HATNet.
El planeta es un típico Júpiter caliente, con un 106% de la masa y un 125% del radio de Júpiter (dado que se conoce la inclinación del sistema, la masa real del planeta ha sido calculada). Tiene un 66% de la densidad del agua.
El planeta orbita su estrella a un 4% de la distancia orbital que ocupa la Tierra, en poco menos de tres días por revolución. Esto mantiene la superficie y atmósfera del planeta a temperaturas elevadísimas (calculada en unos 1200°C, si no se considera albedo), lo que podría explicar su gran radio, y densidad tan baja.